# Environment for DeveLoping KDD-Applications Supported by Index-Structures
Environment for DeveLoping KDD-Applications Supported by Index-Structures (in italiano: Ambiente per lo sviluppo di applicazioni KDD per strutture ad indice) in sigla ELKI è un programma-framework di Data mining usato per la ricerca e l'insegnamento dall'unità di ricerca in sistemi di basi di dati dell'Università di Monaco in Germania.
Ha lo scopo di permettere lo sviluppo e la valutazione di algoritmi avanzati di data mining e la loro interazione con le basi di dati con indice.
La prima versione, la 0.1 è uscita nel luglio 2008.
L'ultima ad aprile 2012, la versione 0.5.

## Algoritmi inclusi
Algoritmi inclusi:
- Analisi Cluster:
  - K-means
  - Expectation-maximization algorithm
  - Single-linkage clustering
  - DBSCAN (Density-Based Spatial Clustering of Applications with Noise)
  - OPTICS (Ordering Points To Identify the Clustering Structure),incluse le estensioni OPTICS-OF, DeLi-Clu, HiSC, HiCO e DiSH
  - SUBCLU (Density-Connected Subspace Clustering for High-Dimensional Data)
- Rilevamento anomalo:
  - LOF (Local outlier factor)
  - OPTICS-OF
  - DB-Outlier (Distance-Based Outliers)
  - LOCI (Local Correlation Integral)
  - LDOF (Local Distance-Based Outlier Factor)
  - EM-Outlier
- Strutture con Indice spaziale:
  - R-tree
  - R*-tree
  - M-tree
- Valutazione:
  - Receiver operating characteristic (ROC curve)
  - Scatter plot
  - Histogram
  - Parallel coordinates
- Altri:
  - Apriori algorithm
  - Dynamic time warping
  - Analisi delle componenti principali